# تدبير الشلل الدماغي
تغير النهج المتبع في تدبير الشلل الدماغي مبتعدًا عن المحاولات الضيقة التي تسعى إلى إصلاح المشاكل الجسدية فرادى - كالتشنج في أحد الأطراف – وبدأت العلاجات تتجه نحو مسعى أكبر وهو زيادة استقلالية الشخص ومشاركته المجتمعية. تهدف الكثير من العلاجات في فترة الطفولة إلى المساعدة على المشي وتحسين المشية. يستطيع نحو 60% من المصابين بالشلل الدماغي المشي بشكل مستقل أو باستخدام المعينات في مرحلة البلوغ. قاعدة الأدلة على فعالية برامج المعالجة التي تعكس فلسفة الاستقلالية غير كافية بعد، بينما تمتلك المعالجات الفعالة التي تستهدف هيكل الجسم ووظائفه قاعدة أدلة قوية، ولا أدلة على فعالية التدابير التي تستهدف انخراط المصابين بالمجتمع أو البيئة أو العوامل الشخصية. لا توجد أدلة جيدة على دور التدابير الفعالة على مستوى الجسم في تحسين مستوى النشاط، أو العكس. ويمكن أن تحدث مثل هذه الفائدة المتقاطعة، ولكن لا توجد دراسات عالية الجودة تبين ذلك.
الشلل الدماغي ذو «شدة وتعقيد متفاوتين» خلال مراحل العمر، لذا يمكن اعتباره مجموعة من الحالات التي تتطلب المعالجة. يوصى بتدبير الشلل الدماغي من خلال نهج متعدد التخصصات، مع التركيز على «تعزيز أداء الفرد واختياره واستقلاليته» بما يتماشى مع أهداف التصنيف الدولي لتأدية الوظائف والعجز والصحة. يمكن أن يشمل الفريق المعالِج طبيب أطفال، وزائرًا صحيًا، ومتخصصًا اجتماعيًا، ومتخصصًا في العلاج الفيزيائي، ومتخصصًا في تقويم العظام، ومعالج نطق ولغة، ومعالجًا وظيفيًا، ومعلمًا متخصصًا في مساعدة الأطفال ذوي الإعاقة البصرية، ومعالجًا متخصصًا في علم النفس التربوي، وجراح عظام، وطبيب أعصاب، وجراح أعصاب.
تتوفر أشكال مختلفة من المعالجات لمساعدة المصابين بالشلل الدماغي وذويهم أو مقدمي الرعاية لهم. تشمل هذه المعالجات: العلاج الفيزيائي، والعلاج الوظيفي المهني، ومعالجة النطق، والعلاج بالماء، وأدوية للسيطرة على الاختلاجات وتخفيف الألم وإرخاء التشنجات العضلية (مثل البنزوديازيبينات)، وجراحة تصحيح التشوهات التشريحية أو تحرير العضلات المشدودة، وأجهزة تقويم العظام، وأجهزة المشي المتدحرجة، ومعينات التواصل مثل الحواسيب المزودة بأجهزة إنتاج الصوت. وجدت مراجعة كوكرين نُشرت في عام 2004 توجهًا نحو الاستفادة من علاج النطق واللغة لدى الأطفال المصابين بالشلل الدماغي، لكنها نوهت إلى الحاجة إلى أبحاث عالية الجودة. وجدت مراجعة منهجية أجريت عام 2013 أن الكثير من العلاجات المستخدمة لعلاج الشلل الدماغي غير مدعومة بقاعدة أدلة جيدة. العلاجات المدعومة بأفضل الأدلة هي الأدوية (مضادات الاختلاج، ذيفان الوشيقية، بيسفوسفونات، ديازيبام)، المعالجات (التدريب اليدوي، الجبائر، العلاج بتحفيز الحركة المقيدة، العلاج الذي يركز على السياق، تمارين اللياقة البدنية، التدريب الموجه نحو الهدف، مراقبة الورك، البرامج المنزلية، العلاج الوظيفي بعد استخدام ذيفان الوشيقية، رعاية أماكن الضغط على الجلد) والجراحة (بضع الجذور الظهرية الانتقائي).

## نمط الحياة
يوصى المصابون بالشلل الدماغي بممارسة النشاط البدني، لدوره في زيادة التحمل القلبي التنفسي، وتقوية العضلات، والحد من السلوكيات الخاملة. يمكن أن يدعم النشاط البدني بعض المعالجات أو يحل محلها. وربما يحتاج المصابون بالشلل الدماغي إلى مستوى أعلى من اللياقة البدنية مقارنة بعامة الناس لتعويض فقدان الوظائف مع تقدمهم في العمر. تتأثر ممارسة المرضى للتمارين الرياضية على تصور مقدمي الرعاية لفائدة الرياضة للمصابين بالشلل الدماغي. يزداد الاهتمام بالحفاظ على قوة العضلات خلال المراحل العمرية للشخص المصاب بالشلل الدماغي. لا تقيم السعة القصوى للأوكسجين بشكل روتيني لدى المصابين بالشلل الدماغي في سياق إعادة التأهيل، ولكن فكرة إجراء اختبارات وينجات مطروحة. استُخدمت طرق تغيير السلوك لتعزيز النشاط البدني لدى الشباب المصابين بالشلل الدماغي، دون وجود دليل كبير على نجاح هذه التدابير. يصعب الحفاظ على التغيير السلوكي المطلوب المتمثل بزيادة النشاط البدني عند الأطفال المصابين بالشلل الدماغي. ورغم أن التوصيات بإجراء التمارين الرياضية شائعة للغاية، لا يوجد سوى قدر قليل من الأدلة التي تدعم فائدة التمارين الهوائية للوظيفة الحركية الإجمالية لدى الأطفال. يمكن أن تحسن ممارسة الرياضة صحة المصابين بالشلل الدماغي. ويجب أن تحقق كمية التمارين الرياضية الموصى متطلبات معينة تتعلق بنوعها، وقدرة الفرد على الأداء، وإمكانية إحداثها تأثيرات سلبية. ويشجع على ممارسة التمارين المعتدلة والقوية باستخدام دراجة هوائية مخصصة للتدريب ومزودة بمحرك. يعتقد أن هذا الإجراء يحسن اللياقة البدنية والأداء.
التدريب على المشي الوظيفي لدى الأطفال والشباب المصابين بالشلل الدماغي يحسن قدرتهم على المشي. توجد أدلة على أن التدريب على جهاز المشي المضاد للجاذبية يمكن أن يحسن مشية الأطفال المصابين بالشلل الدماغي الثنائي وتوازنهم، ويمكن أن يقلل أيضًا من خطر السقوط لديهم.
العلاج بركوب الخيل هو إستراتيجية علاج فيزيائي تعتمد على حركة الخيول. تشير الأدلة إلى أن المصابين بالشلل الدماغي يمكن أن يستفيدوا من تناظر حركة جذع الحصان. بسبب تمايل الخيول عند سيرها، يتعين على راكبيها ضبط وضعياتهم باستمرار. تساعد المدخلات المتماثلة والإيقاعية والمتسقة التي يوفرها ركوب الخيل في تحسين الوضعية. خلال ركوب الخيل، تُصل دُفعة حركية إلى ظهر الحصان. ثم تُفسر هذه الدفعة من قبل جسم راكب الخيل، وتتطلب تنظيم تغيرات الوضعية الأُنسية الوحشية والخلفية الأمامية، والتكيف مع التغيرات البيئية، والتحكم الاستباقي والارتجاعي بالوضعية، والاستخدام الأفضل للمُدخلات الحسية المتعددة والمدخلات المتعلقة بالحركة (كيون وآخرون، 2011).
يجب الالتزام بجدول اللقاحات الروتيني، لأن الأمراض التي يمكن الوقاية منها قد تسلب الطاقة التي يستخدمها الشخص المصاب بالشلل الدماغي في الحياة اليومية.

## المعالجة الفيزيائية
صُممت برامج العلاج الفيزيائي (المعروف أيضًا باسم العلاج الطبيعي) لتشجيع المريض على بناء أساس من القوة يساعده في المشي والحركات الإرادية، وتمارين الإطالة للحد من التقفع. يمكن للمتخصصين في العلاج الفيزيائي تعليم الآباء كيفية وضع أطفالهم والتعامل معهم خلال تأدية الأنشطة اليومية. نوقشت فكرة الحاجة إلى العلاج الفيزيائي مدى الحياة للحفاظ على قوة العضلات وبنية العظام ومنع خلع المفاصل، ودرست تكاليف هذا العلاج وفوائده. قد يشعر الأطفال بالملل من العلاج الفيزيائي على المدى الطويل. صُممت تمارين العلاج الفيزيائي لتحسين التوازن والتحكم في الوضعية والمشي والمساعدة في تنقل المصاب ونقله، من كرسيه المتحرك إلى السرير مثلًا.
يساعد علاج النطق على التحكم بعضلات الفم والفك، ويساعد على تحسين التواصل. يمكن أن يؤثر الشلل على الطريقة التي يحرك بها المصاب فمه ووجهه ورأسه بنفس الطريقة التي يؤثر بها على ذراعيه وساقيه. ويسبب ذلك مشاكل تنفسية، وعدم القدرة على التحدث بوضوح أو عض الطعام ومضغه وابتلاعه. يبدأ علاج النطق عادةً قبل أن يبدأ الطفل المدرسة ويستمر طوال سنوات الدراسة.
الارتجاع البيولوجي هو أسلوب علاجي يتعلم فيه الشخص كيفية التحكم بالعضلات المصابة. وُجد أن العلاج بالارتجاعي البيولوجي يحسن المشي كثيرًا لدى الأطفال المصابين بالشلل الدماغي. استخدم العلاج بالمرآة لتحسين وظيفة اليد ووجد أنه «فعال بشكل عام في تعزيز قوة العضلات والسرعة الحركية ونشاط العضلات ودقة كلتا اليدين». طُور الجيل الثاني من العلاج بالمرايا، والذي يتضمن استخدام الروبوتات أو الواقع الافتراضي، منذ عام 2000، ولكن الأدلة التي تدعم ذلك منخفضة الجودة.
يساعد العلاج بالتدليك على ترخية العضلات المتوترة وتقوية العضلات والحفاظ على مرونة المفاصل.
يستخدم تحليل المشية عادةً لوصف تشوهات المشي عند الأطفال. وثبت أن التدريب على المشي يحسن سرعة المشي لدى الأطفال والشباب المصابين بالشلل الدماغي.
يساعد العلاج الوظيفي البالغين والأطفال على تحسين أدائهم الوظيفي إلى أقصى حد، والتكيف مع قيودهم والعيش بشكل مستقل قدر الإمكان. تُتبع فلسفة تركز على الأسرة لدى الأطفال المصابين بالشلل الدماغي. يعمل المعالجون الوظيفيون بشكل وثيق مع العائلات لمعالجة مخاوفهم وأولوياتهم لطفلهم. ويُستخدم نموذج الرعاية التي تركز على الأسرة لدى أسر الأطفال المصابين بالشلل الدماغي. وجدت مراجعة تفحصت دور الآباء في تسهيل انخراط أطفالهم أنهم عادة ما «يمكنون أداء الأنشطة الهادفة ويدعمونه» و«ويمكنون البيئة ويعدلونها ويستخدمونها»، ولكن ما هو مكتوب عن احتياجات الوالدين قليل جدًا.

## روابط خارجية
- تدبير الشلل الدماغي على مشروع الدليل المفتوح